# Аборты в Чаде
Аборты в Чаде были запрещены законом до декабря 2016 года, когда Национальная ассамблея приняла проект нового Уголовного кодекса, декриминализирующего прерывание беременности при определённых обстоятельствах, а именно в случаях изнасилования, инцеста, угрозы психическому или физическому здоровью матери и нежизнеспособности плода. Обновлённый Уголовный кодекс был утверждён президентом Идрисом Деби в мае 2017 года и вступил в силу с 1 августа.
До 2017 года, согласно общей медицинской практике, процедура была допустима только в том случае, если аборт спасал жизнь женщины, хотя это не было прямо указано в каком-либо законе. Любой, кто совершал аборт, сталкивался с пятью годами лишения свободы и штрафом, а врачи рисковали потерять свои медицинские лицензии не менее чем на пять лет и, возможно, на неопределённый срок. Лицу, обвиняемому в регулярном проведении абортов, грозило до десяти лет лишения свободы. Согласно местным экспертам, пациентки и их врачи редко привлекались к уголовной ответственности за получение или предоставление незаконных абортов.